# Ongwediva
Ongwediva es una ciudad de la región Oshana en Namibia. En agosto de 2011 tenía una población censada de 20 260 habitantes.
Se encuentra ubicada al norte del país, cerca de la frontera con Angola.